# Gouvernement Simbirsk
Het gouvernement Simbirsk (Russisch: Симбирская губерния, Simbirskaja goebernija) was een gouvernement (goebernija) van het keizerrijk Rusland. Het gouvernement bestond van 1780 tot 1926. Van 1780 tot 1796 heette het gebied  onderkoninkrijk Simbirsk. Het gouvernement ontstond uit het gouvernement Kazan en het gouvernement ging op in de okroeg Oeljanaovsk van de oblast Midden-Wolga, daarna in de kraj Midden-Wolga en daarna in de oblast Oeljanovsk. Het gouvernement grensde aan de gouvernementen Kazan, Penza en Saratov. De hoofdstad was Oeljanovsk.